# Wyględówek (Pruszków)
Wyględówek – część miasta Pruszków, położona na południowy wschód od centrum miasta, w pobliżu Areny Pruszków. Dawniej odrębna wieś.

## Historia
W latach 1867–1916 należał do gminy Pruszków w powiecie warszawskim, w guberni warszawskiej. 10 grudnia 1916 osadzie fabrycznej Pruszków nadano prawa miejskie, w związku z czym włączono do niej Wyględówek.